# یاکوب والنبری
یاکوب والنبری، (به سوئدی: Jacob Wallenberg) (زاده ۱۳ ژانویه ۱۹۵۶) کارآفرین، بانکدار و مدیر ارشد اجرایی سوئدی است، که اکنون به‌عنوان رئیس هیئت مدیره شرکت اینوستور آبه و عضو هیئت مدیره شرکت کوکاکولا، اطلس کوپکو، ساس گروپ، اس‌ئی‌بی، گروه آب‌ب، اریکسون و شرکت کوکاکولا فعالیت می‌نماید. وی از اعضای خانواده والنبری می‌باشد.